# سیارک ۲۴۲۴۵
سیارک ۲۴۲۴۵ (به انگلیسی: 24245 Ezratty، نامگذاری:1999XB102) بیست و چهار هزار و دویست و چهل و پنجمین سیارک کشف شده‌است که در ۷ دسامبر ۱۹۹۹ کشف شد.
قدر مطلق سیارک برابر ۱۷.۰ است.